# Störst av allt (film)
Störst av allt är en svensk dramafilm från 2005 i regi av Lars Lennart Forsberg. I huvudrollerna ses Sven Wollter, Frida Hallgren och Sven-Bertil Taube. Filmen hade premiär hösten 2005.

## Rollista i urval
- Frida Hallgren - Anna Wass, journalist
- Sven-Bertil Taube - Gunnar
- Sven Wollter - Aron
- Anneli Martini - Ylva
- Calle Carlswärd - Torsten
- Lars-Erik Berenett - bagman
- Eric Ericson - Leslie
- Olof Buckard - festtalare